# Семераро, Доменико
Доменико Семераро (итал. Domenico Semeraro, 3 февраля 1964, Италия) — швейцарский бобслеист итальянского происхождения, разгоняющий, выступавший за сборную Швейцарии в 1990-х годах. Серебряный призёр зимних Олимпийских игр 1994 года в Лиллехаммере, чемпион Европы и мира.

## Биография
Доменико Семераро родился 3 февраля 1964 года, первые его выступления в бобслее состоялись в начале 1990-х годов, он сразу показал неплохие результаты, вследствие чего попал в качестве разгоняющего в национальную команду Швейцарии. В частности, одержал победу на чемпионате мира 1993 года в австрийском Игльсе, кроме того, занял первое среди четвёрок место на европейском первенстве.
Благодаря череде удачных выступлений в 1994 году Доменико Семераро был приглашён защищать честь страны на Олимпийские игры в Лиллехаммер, где в составе четырёхместного экипажа пилота Густава Ведера завоевал серебро. Из-за высокой конкуренции в команде вскоре он принял решение завершить карьеру профессионального спортсмена, уступив место молодым швейцарским бобслеистам.